# Ernst Hausmann (Widerstandskämpfer)
Ernst Hausmann (* 1909; † 1982) war ein deutscher kommunistischer Widerstandskämpfer gegen den Nationalsozialismus, Häftling im KZ Buchenwald und Arbeitsdirektor der Leuna-Werke „Walter Ulbricht“.

## Leben
Hausmann erlernte nach dem Besuch der Volksschule den Beruf des Tischlers. Er trat in die Kommunistische Partei Deutschlands (KPD) ein und engagierte sich in der Weimarer Republik gegen den aufkommenden Nationalsozialismus.
Nach dem Machtübergabe an die NSDAP 1933 wurde er in „Schutzhaft“ genommen und danach zu mehrjährigen Gefängnis- und Zuchthausstrafen verurteilt. 1938 wurde er in das KZ Buchenwald überstellt und dem Arbeitskommando „Häftlingskrankenbau“ zugeteilt. Später arbeitete er in der Tischlerei und wurde schließlich Lagerältester im Arbeitskommando „Renntier“ von Kaiseroda bei Bad Salzungen. Zurückgekehrt ins Hauptlager, beteiligte er sich 1943 beim Anlegen eines Waffenlagers im Kohlenkeller unter der Funktionsbaracke. Auch leistete er Hilfe für andere Häftlinge. Er schmuggelte eine Lenin-Schrift vom Außenkommando ins Lager.
Nach der NS-Herrschaft unterstützte er auch weiter die erinnerungspolitische Arbeit der inzwischen gegründeten Nationalen Mahn- und Gedenkstätte Buchenwald. 1958 berichtete er über seinen Häftlingswiderstand unter der Überschrift „Lenins Werke in Buchenwald“.
Beruflich war Hausmann als Arbeitsdirektor bei den Leuna-Werken „Walter Ulbricht“ tätig.

## Ehrung
- Zu DDR-Zeiten war die 28. POS in Halle-Neustadt nach Hausmann benannt. 1987 wurde in den Räumlichkeiten der ehemaligen POS die Spezialschule mathematisch-naturwissenschaftlich-technische Richtung Ernst Hausmann aufgebaut, die 1991 nach Georg Cantor benannt wurde.[5]